# ニュクービン・ファルスタ
座標: 北緯54度46分0秒 東経11度53分0秒 / 北緯54.76667度 東経11.88333度
概要

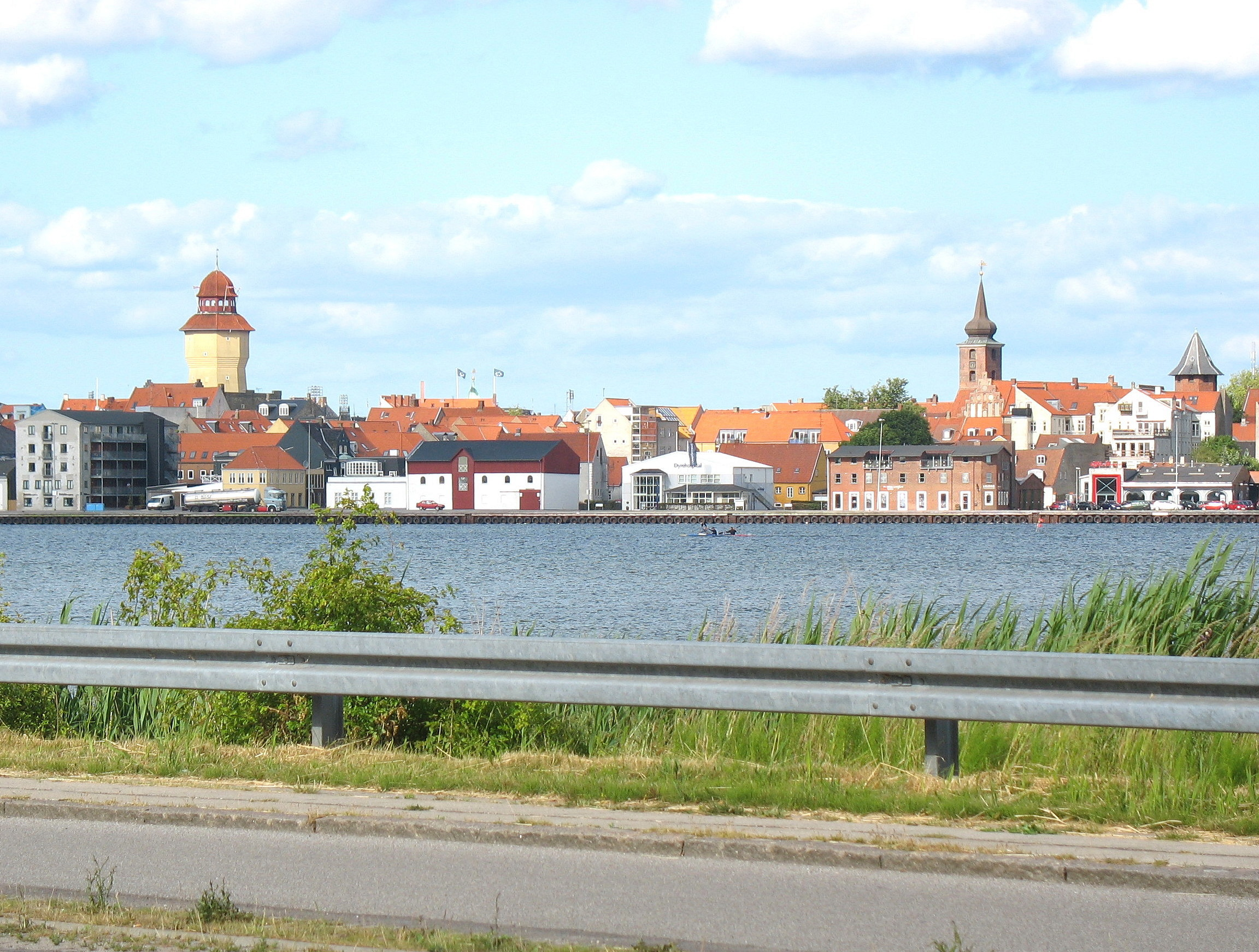
ニュクービン・ファルスタ

ニュクービン・ファルスタ（デンマーク語: Nykøbing Falster [ˈnyˌkʰøˀpe̝ŋ ˈfælˀstɐ]）は、デンマークに位置する町である。ファルスター島の西岸中部を中心とし、グルドボースンド海峡を挟んでロラン島の一部にも広がっている。両島はフレゼリク9世橋によって連結されている。
行政
行政区分上、ニュクービン・ファルスタはシェラン地域に属するグルドボースンド自治体の主要部を構成している。
歴史
ニュクービン・ファルスタの歴史は12世紀に遡る。この地は、当時侵攻の脅威となっていたヴェンド人に対抗するために築かれた城が町の起源となっている。

## 著名人
- クラウス・イェンセン （サッカー選手）
- ピーター・フロイヘン （探検家）
- マルク・O・マドセン（総合格闘家・レスリング選手）
- マグヌス・ワーミング（サッカー選手）